# 久昌寺 (常陸太田市)
久昌寺（きゅうしょうじ）は、茨城県常陸太田市新宿町にある、日蓮宗の本山（由緒寺院）。山号は靖定山。

## 概要
久昌寺に檀林（三昧堂檀林）が開かれて、常時数百名の学僧が学んだという。その後、神仏分離や廃藩置県などを経て荒廃した。三昧堂檀林の跡地には水戸八景の「山寺晩鐘」の碑がある。久昌寺の跡地には「久昌寺遺蹟」の碑がある。
現住は18世石川教道貫首（杉並区清徳寺より晋山、潮師法縁）。水戸法縁縁頭寺。

## 歴史
- 1673年（延宝元年） 徳川光圀は生母・久昌院の菩提を弔うため、一宇を建立する。
- 1677年（延宝5年） 徳川光圀は法華経寺・日忠を招いて久昌寺を建立する。
- 1683年（天和3年） 徳川光圀は中村檀林・日耀を招いて三昧堂檀林を開檀する。
- 1843年（天保14年） 三昧堂檀林は廃檀する。
- 1870年（明治3年） 現在の地に移転し、末寺・蓮華寺と併合する。
- 1941年（昭和16年） 義公廟を建立する。

## 文化財
- 日蓮書状（茨城県指定有形文化財）
- 日乗日記（茨城県指定有形文化財）
- 木彫義公面（水戸市指定有形文化財）

## 旧末寺
日蓮宗は1941年（昭和16年）に本末を解体したため、現在では、旧本山・旧末寺と呼びならわしている。
- 長耀山真浄寺（茨城県笠間市笠間）
- 一乗山無二亦寺（茨城県ひたちなか市市毛）
- 開会山常寂光寺（茨城県常陸太田市中利員町）
- 一妙山平等寺（茨城県石岡市貝地）
- 松塚山願成寺（茨城県高萩市赤浜）
- 正寿山慈眼寺（東京都豊島区巣鴨）
- 十行山大乗寺（東京都八王子市加住町）

## 交通アクセス
- 東日本旅客鉄道水郡線常陸太田駅から徒歩20分。